# 紫寿带鸟
紫壽帶鳥（學名：Terpsiphone atrocaudata），又名紫壽帶鳥、黑綬帶鳥，是中型的雀形目王鶲科鳥類。
紫壽帶鳥是候鳥，於日本、南韓、台灣及菲律賓北部的陰涼闊葉森林中繁殖。牠們遷徙經過亦會在中國東部、澳門、香港，南遷至泰國、老撾、越南、菲律賓、馬來西亞、新加坡及蘇門答臘等地越冬。
紫壽帶鳥其下有三個亞種：紫壽帶鳥（指名亞種，T. a. atrocaudata）棲息在日本及南韓的大部分地區；琉球綬帶（西北太平洋亞種，T. a. illex）分布於琉球群島和部分東南亞地區；黑壽帶鳥（南方亞種，T. a. periophthalmica）則僅見於台灣東南的蘭嶼與菲律賓的北部和西部。
紫壽帶鳥的外觀像，但較為細小。成年雄鳥胸部的羽毛呈黑灰色，有紫藍色的光澤，下身則是白色。紫壽帶鳥胸口的深色區域和腹部白色區域的界限明顯，而壽帶鳥下體深色區域和白色區域的界限較為模糊。翼、背部及臀部呈黑栗色。尾巴中央有極長的黑色尾羽，雄雛鳥的此尾羽則較短。牠們不像壽帶鳥，並沒有白色的色型。雌鳥像雄鳥，但胸部呈較深的褐色。牠們的腳呈黑色，有一對大眼睛，及細小藍色的鳥喙。
紫壽帶鳥的叫聲像「月－日－星」的日文發音（tsuki-hi-hoshi），故在日本亦被稱為「三光鳥」。
日本静冈县县鸟。也是J联赛磐田喜悦队的队徽组成部分，同时队徽上还有月-日-星的图案。
磐田喜悦的吉祥物是两只紫寿带鸟。名字分别叫喜悦（1993年出生）和喜美（2003年出生）
近期的研究發現紫壽帶鳥急遽減少，這可能是由於森林的消失及冬天棲息地的退化所致。